# M/Y Soraya
M/Y Soraya är en så kallad Tiedemannkryssare i mahogny som byggdes av Johannes Olsson i Kungsviken på Orust 1956. 
Motorbåten ritades av Stig Tiedemann på beställning av varvsägaren Walter Berg i Hälsö och döptes efter drottning Soraya av Persien.  
Hon levererades 1957 och såldes några år senare till byggmästare Lennart Wallenstam.
M/Y Soraya fick nya ägare och renoverades 2001. Hon återställdes till originalskick och skrovet vitmålades. M/Y Soraya k-märktes av Sjöhistoriska museet i Stockholm år 2013.

## Bildgalleri

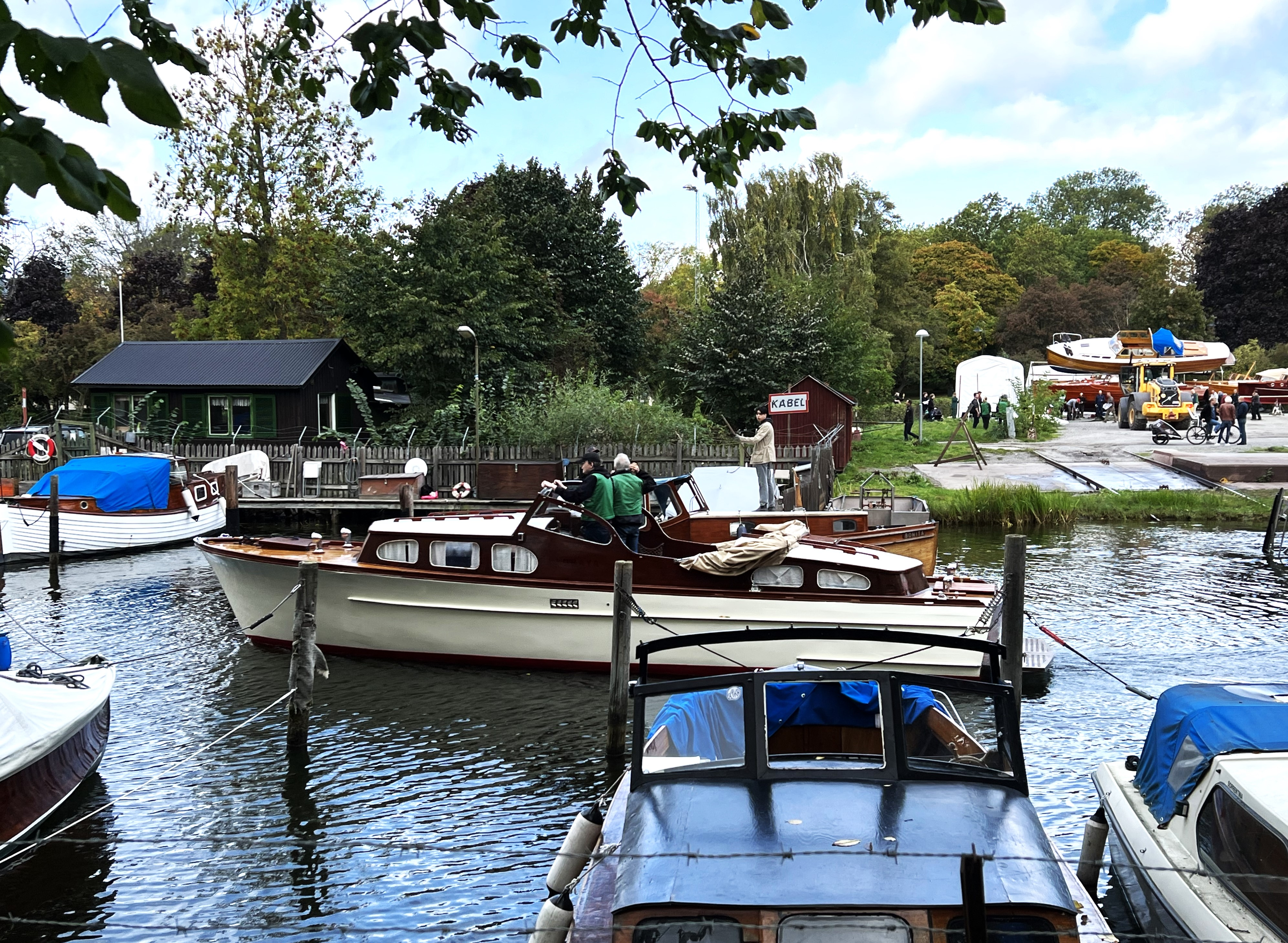
M/Y Soraya i Pålsundet vid Heleneborgs båtklubb i Stockholm inför torrsättningen 2023.
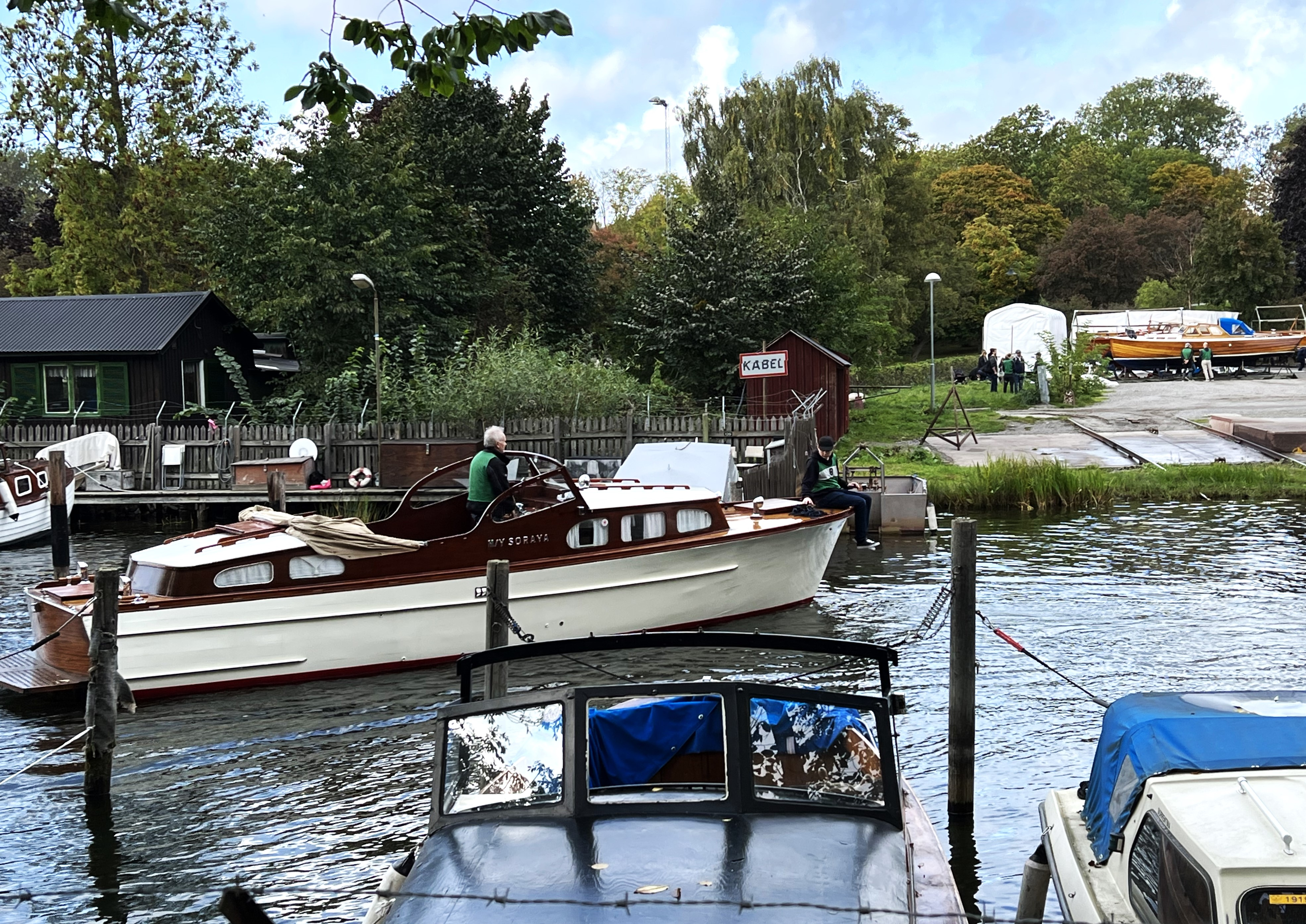
På väg mot torrsättningsrampen.
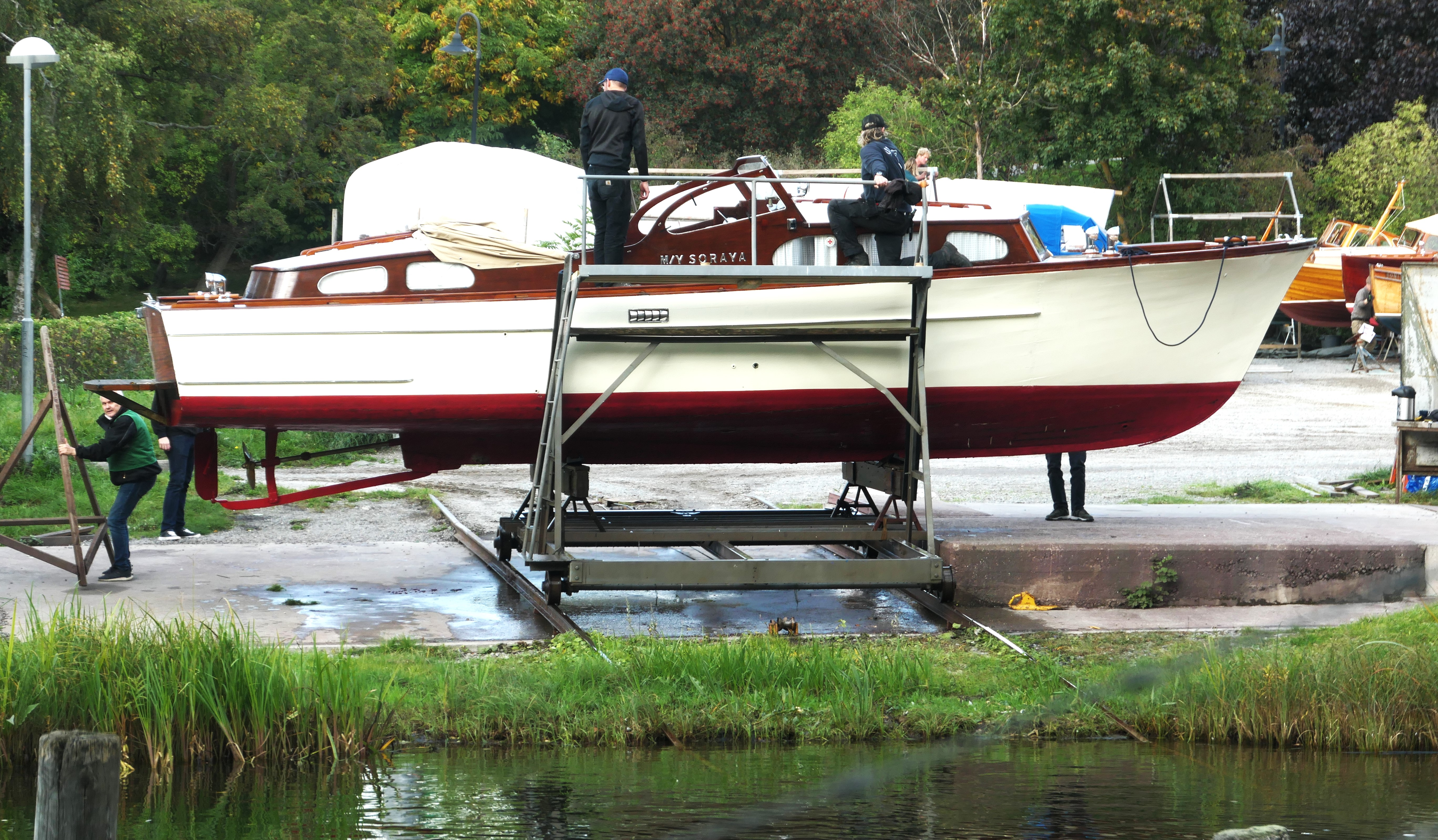
Torrsättningen
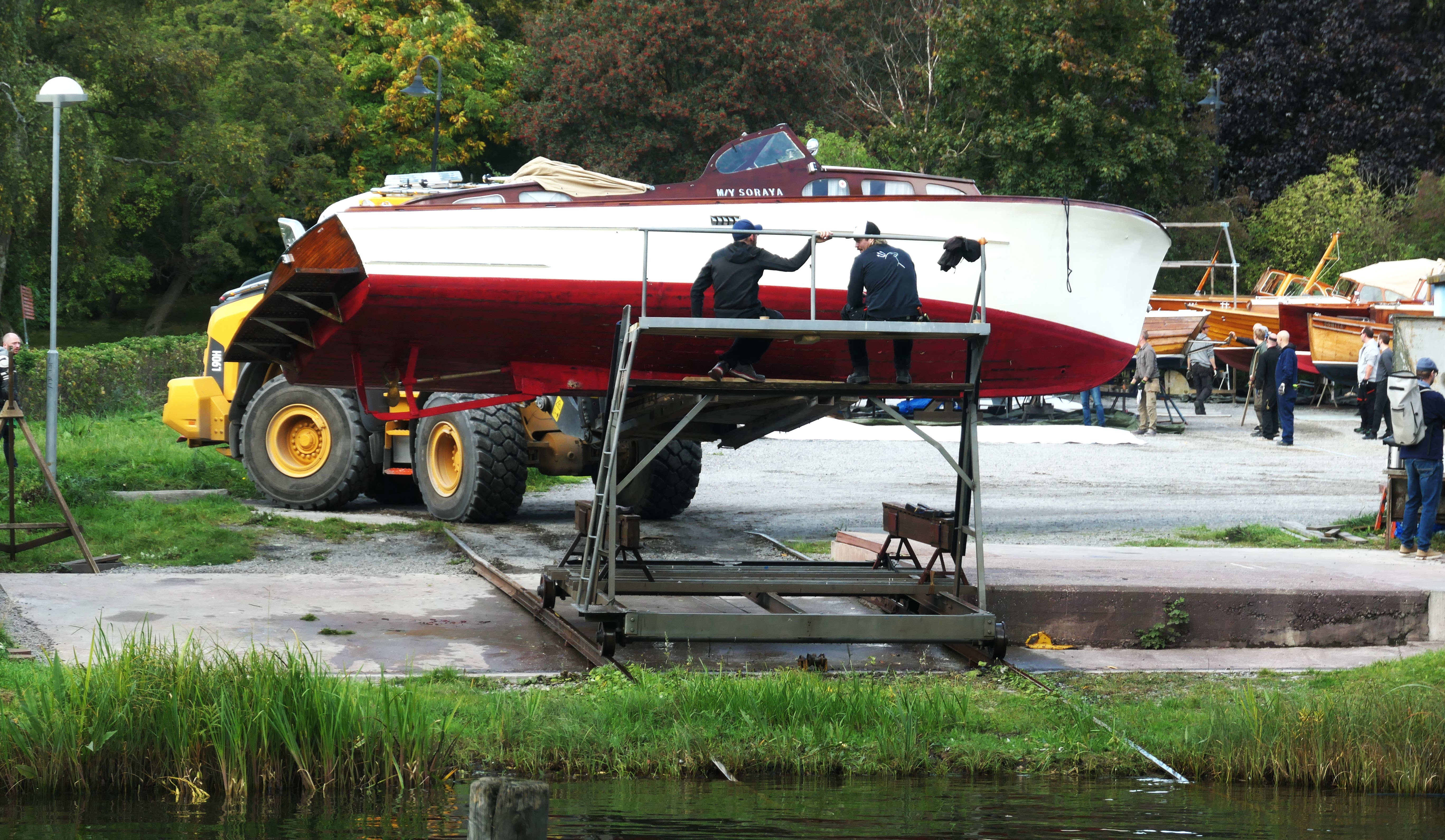
Torrsättningen
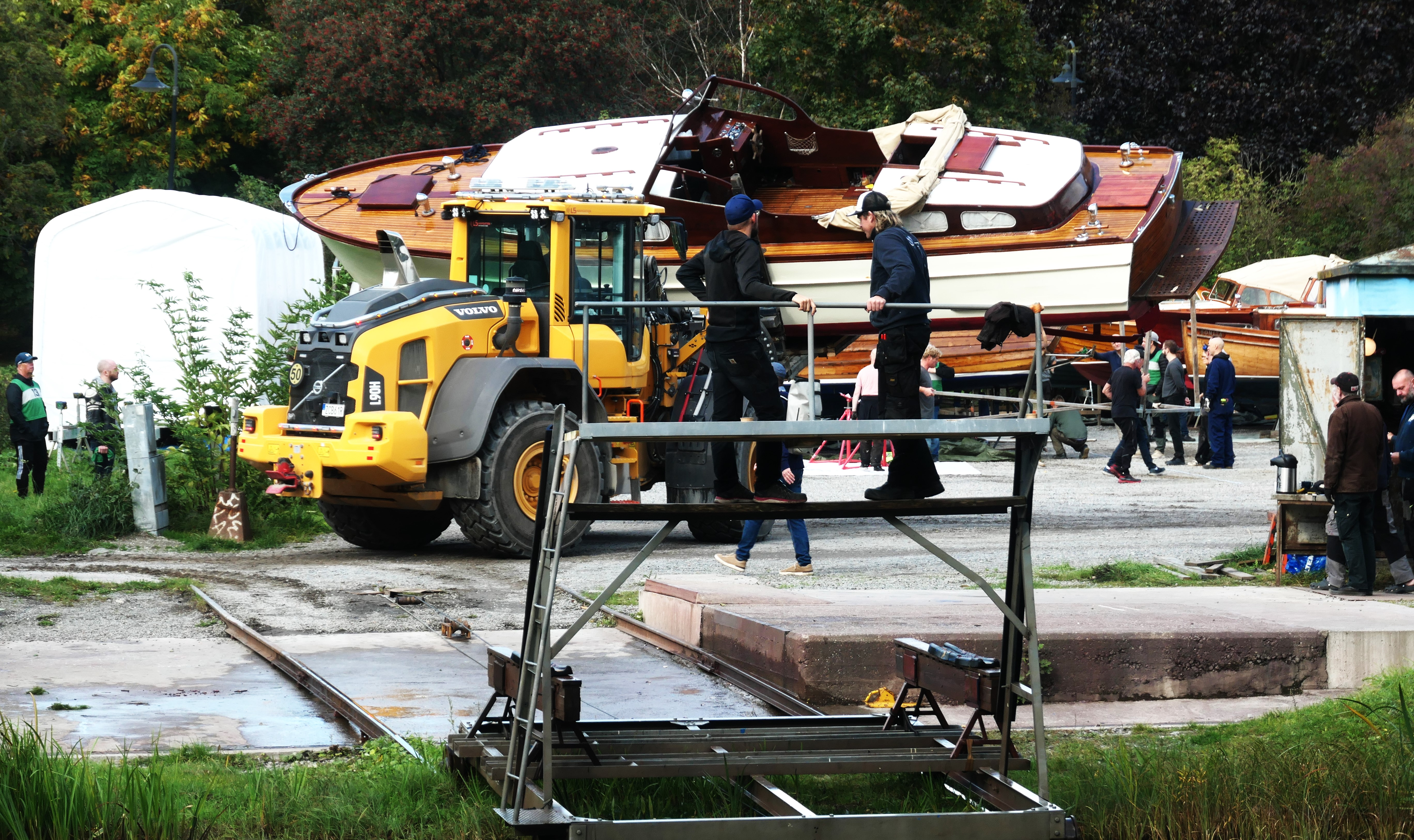
Torrsättningen